# Brian Willoughby
Pour les articles homonymes, voir Willoughby.
Brian Willoughby est un guitariste britannique né le 20 septembre 1949. Il a travaillé avec de nombreux artistes, notamment Dave Cousins en solo et avec son groupe les Strawbs, et poursuit également une carrière solo.

## Albums solo
- Black and White (1998)
- Fingers Crossed (2005)

### Collaborations
- Old School Songs – avec Dave Cousins (1979)
- The Contractual Album – Monty Python (1980)
- Suspended Animation – The Monks (Canada 1981)
- Don't Say Goodbye  – Strawbs (1987)
- Ringing Down the Years – Strawbs (1991)
- The Bridge – avec Dave Cousins (1994)
- Other Voices, Too (A Trip Back to Bountiful) de Nanci Griffith (1998)
- Baroque & Roll – Acoustic Strawbs (2001)
- Pigg River Symphony – Cathryn Craig (2001)
- I Will – avec Cathryn Craig (2002)
- Blue Angel  – Strawbs (2003)
- Full Bloom - Acoustic Strawbs (2005) - Live au Natural Sound, Kitchener, Ontario, Canada
- Live at the Royal Festival Hall – Mary Hopkin (2005)
- Calling All Angels – Cathryn Craig (2009)
- Real World de Cathryn Craig (2013)
- Painting by Numbers de Mary Hopkin (2013)
- In America de Cathryn Craig
- St.Pancras Old Church, London de Cathryn Craig

## Singles
- The King – Strawbs (1979)
- That's When the Crying Starts – Strawbs (1987)
- Let it Rain – Strawbs (1987)
- Might as Well Be on Mars – Strawbs (1991)
- Alice's Song – Acoustic Strawbs (2002)
- Alice's Song – Craig & Willoughby (2009)
- Calling All Angels – Craig & Willoughby (2009)
- Rumours of Rain – Folk for Peace (2013)
- Whole Wide World – Cathryn Craig & Brian Willoughby, avec Bill Medley des Righteous Brothers

## DVD
- Complete Strawbs: The Chiswick House Concert (2002)
- Acoustic Strawbs Live in Toronto (2004). Filmé le 12 juillet 2003 au club Hugh's Room
- Rumours of Rain + Folk for Peace (2013)

## Liens
- Ressources relatives à la musique :   - AllMusic
  - Discogs
  - MusicBrainz
  - Muziekweb
  - Rate Your Music
  - Songkick
- The Strawbs website